# Герреро-Негро
Герре́ро-Негро (исп. Guerrero Negro) — город в Мексике, штат Южная Нижняя Калифорния, входит в состав муниципалитета Мулехе. Численность населения, по данным переписи 2020 года, составила 13 596 человек.

## Топонимика
Название Guerrero Negro в дословном переводе с испанского языка — чёрный воин.

## История
В 1954 году начинает работу компания «Экспортада дель Саль», занимающаяся добычей соли, путём солнечного выпаривания морской воды. Для работников компании основывается рабочий посёлок Герреро-Негро.